# دان فرانکلین
دن فرانکلین (انگلیسی: Don Franklin؛ زادهٔ ۱۴ دسامبر ۱۹۶۰) یک هنرپیشه اهل ایالات متحده آمریکا است. وی از سال ۱۹۷۶ میلادی تاکنون مشغول فعالیت بوده است.
او در فیلم جایی در زمان، در اعماق دریا و تصویر بزرگ بازی کرده است.